# Kletnia (województwo lubelskie)
Kletnia – wieś w Polsce położona w województwie lubelskim, w powiecie ryckim, w gminie Stężyca.
| SIMC    | Nazwa     | Rodzaj    |
| ------- | --------- | --------- |
| 0391495 | Błędowice | część wsi |

W latach 1975–1998 miejscowość należała administracyjnie do ówczesnego województwa lubelskiego.
Wieś jest sołectwem w gminie Stężyca. Według Narodowego Spisu Powszechnego z roku 2011 wieś liczyła 467 mieszkańców.
Wierni Kościoła rzymskokatolickiego należą do parafii św. Sebastiana w Brzezinach lub należą do parafii św. Marcina w Stężycy.

## Historia
Kletnia dawniej także Kletna w wieku XIX wieś w powiecie garwolińskim, gminie Pawłowice, parafii Stężyca. Według spisu miast wsi i osad Królestwa Polskiego z 1827 roku było tu 46 domów i 270 mieszkańców. W roku 1883 było we wsi 59 domów i 403 mieszkańców, obszaru zaś 1307 mórg.
W roku 1664 Kletnia była wsią królewską starostwa stężyckiego. Posiadała 1 i ½ łana kmiecego ziemi, 109 poddanych, 2 młyny, 30 domów. Wcześniej w roku 1650 miała 3 łany, w roku 1678 wieś „zgorzała”.